# John Lawson Burnett
John Lawson Burnett (* 20. Januar 1854 in Cedar Bluff, Cherokee County, Alabama; † 13. Mai 1919 in Gadsden, Etowah County, Alabama) war ein US-amerikanischer Rechtsanwalt und Politiker.

## Werdegang
John Lawson Burnett besuchte die Gemeinschaftsschule, das Wesleyan Institute in Cave Spring (Georgia) und die lokale High School in Gaylesville. Er studierte Jura und graduierte an der Vanderbilt University in Nashville (Tennessee). Seine Zulassung als Anwalt in Cherokee County bekam er 1876 und fing dann in Gadsden an zu praktizieren. Burnett verfolgte ebenfalls eine politische Laufbahn. Er war 1884 Mitglied im Repräsentantenhaus von Alabama und 1886 im Senat von Alabama. Später wurde er in den 56. US-Kongress gewählt und in die zehn nachfolgenden US-Kongresse wiedergewählt. Er war im US-Repräsentantenhaus vom 4. März 1899 bis zu seinem Tod 1919 tätig. Während dieser Zeit hatte er den Vorsitz über das Committee on Immigration and Naturalization (62. bis 65. US-Kongress). Ferner war er zwischen 1907 und 1910 Mitglied in der United States Immigration Commission. Er wurde auf dem Forest Cemetery in Gadsden beigesetzt.